# Orientierungslauf-Weltmeisterschaften 2007
Die 24. Orientierungslauf-Weltmeisterschaften fanden vom 18. August bis 26. August 2007 in und um Kiew in der Ukraine statt.

## Herren

### Sprint
| Platz | Land | Athlet            | Zeit        |
| ----- | ---- | ----------------- | ----------- |
| 1     | FRA  | Thierry Gueorgiou | 14:44,0 min |
| 2     | SUI  | Matthias Merz     | 14:44,9 min |
| 3     | SWE  | Martin Johansson  | 15:03,6 min |
| 4     | SUI  | Daniel Hubmann    | 15:09,2 min |
| 5     | LAT  | Martins Sirmais   | 15:09,5 min |
| 6     | CZE  | Tomáš Dlabaja     | 15:10,3 min |

Qualifikation: 18. August

Ort: Golosiivo
Finale: 26. August

Ort: Museum des Großen Vaterländischen Krieges / Botanischer Garten

Länge: 3,2 km

Steigung: 95 m

Posten: 14

### Mitteldistanz

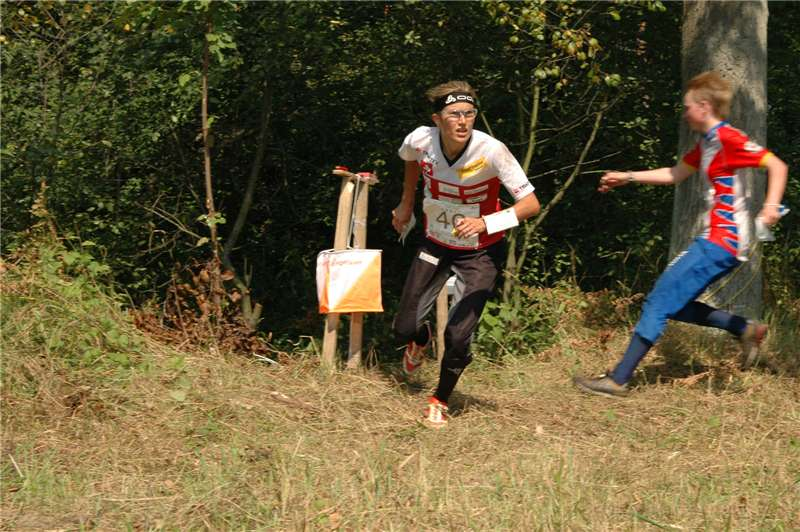
Simone Niggli-Luder, gefolgt von Marianne Andersen

| Platz | Land | Athlet            | Zeit      |
| ----- | ---- | ----------------- | --------- |
| 1     | FRA  | Thierry Gueorgiou | 32:21 min |
| 2     | FIN  | Tero Föhr         | 34:22 min |
| 3     | RUS  | Walentin Nowikow  | 34:30 min |
| 4     | NOR  | Anders Nordberg   | 34:43 min |
| 5     | SWE  | David Andersson   | 34:50 min |
| 6     | NED  | Jonn Are Myhren   | 35:09 min |

Qualifikation: 20. August

Ort: Bortnychi
Finale: 22. August

Ort: Bortnychi

Länge: 6,2 km

Steigung: 110 m

Posten: 17

### Langdistanz

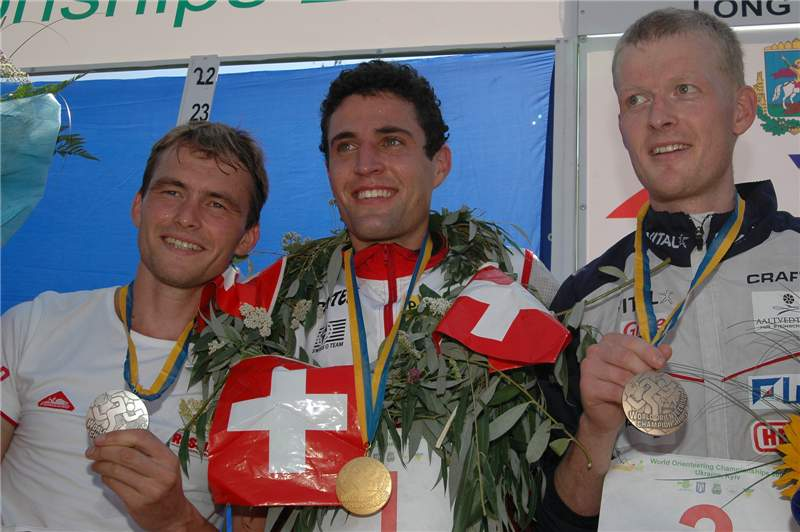
Andrey Khramov, Matthias Merz und Anders Nordberg

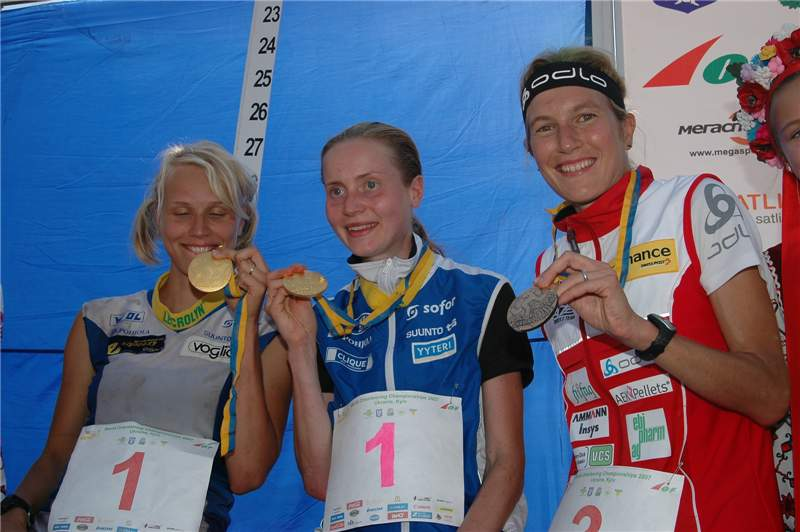
Minna Kauppi, Heli Jukkola und Simone Niggli-Luder

| Platz | Land | Athlet                  | Zeit      |
| ----- | ---- | ----------------------- | --------- |
| 1     | SUI  | Matthias Merz           | 1:44:28 h |
| 2     | RUS  | Andrei Chramow          | 1:48:06 h |
| 3     | NOR  | Anders Nordberg         | 1:48:36 h |
| 4     | FIN  | Mats Haldin             | 1:48:52 h |
| 5     | UKR  | Wjatscheslaw Muchidinow | 1:49:45 h |
| 6     | RUS  | Roman Efimow            | 1:49:50 h |

Qualifikation: 19. August

Ort: Pidgirtsi
Finale: 23. August

Ort: Golosiivo

Länge: 18,2 km

Steigung: 550 m

Posten: 28

### Staffel
| Platz | Land | Athleten                                       | Zeit      |
| ----- | ---- | ---------------------------------------------- | --------- |
| 1     | RUS  | Roman Efimow Andrei Chramow Walentin Nowikow   | 2:10:26 h |
| 2     | SWE  | Peter Öberg David Andersson Emil Wingstedt     | 2:11:08 h |
| 3     | FIN  | Mats Haldin Pasi Ikonen Tero Föhr              | 2:11:35 h |
| 4     | NOR  | Anders Nordberg Holger Hott Audun Weltzien     | 2:11:38 h |
| 5     | SUI  | David Schneider Daniel Hubmann Matthias Merz   | 2:12:07h  |
| 6     | FRA  | François Gonon Damien Renard Thierry Gueorgiou | 2:13:24 h |

Finale: 25. August

Ort: Golosiivo

Länge: 8,6 km 6,5 km

Steigung: 175 m 110 m

Posten: 21 / 17

## Damen

### Sprint
| Platz | Land | Athletin                  | Zeit        |
| ----- | ---- | ------------------------- | ----------- |
| 1     | SUI  | Simone Niggli-Luder       | 12:06,9 min |
| 2     | FIN  | Minna Kauppi              | 12:26,6 min |
| 3     | SWE  | Lena Eliasson             | 12:46,4 min |
| 4     | SWE  | Helena Jansson            | 12:55,0 min |
| 5     | NOR  | Marianne Andersen         | 12:57,8 min |
| 6     | NOR  | Ingunn Hultgreen Weltzien | 13:00,1 min |

Qualifikation: 18. August

Ort: Golosiivo
Finale: 26. August

Ort: Museum des Großen Vaterländischen Krieges / Botanischer Garten

Länge: 2,5 km

Steigung: 75 m

Posten: 14

### Mitteldistanz
| Platz | Land | Athletin            | Zeit      |
| ----- | ---- | ------------------- | --------- |
| 1     | SUI  | Simone Niggli-Luder | 32:13 min |
| 2     | FIN  | Heli Jukkola        | 33:18 min |
| 3     | NOR  | Marianne Andersen   | 34:14 min |
| 4     | FIN  | Minna Kauppi        | 34:17 min |
| 5     | SWE  | Helena Jansson      | 35:01 min |
| 6     | RUS  | Tatiana Riabkina    | 35:28 min |

Qualifikation: 20. August

Ort: Bortnichi
Finale: 22. August

Ort: Bortnichi

Länge: 5,1 km

Steigung: 90 m

Posten: 14

### Langdistanz
| Platz | Land | Athletin               | Zeit      |
| ----- | ---- | ---------------------- | --------- |
| 1     | FIN  | Heli Jukkola           | 1:20:17 h |
|       | FIN  | Minna Kauppi           | 1:20:17 h |
| 3     | SUI  | Simone Niggli-Luder    | 1:21:48 h |
| 4     | NOR  | Anne Margrethe Hausken | 1:23:19 h |
| 5     | NOR  | Marianne Andersen      | 1:23:47 h |
| 6     | AUS  | Hanny Allston          | 1:24:17 h |

Qualifikation: 19. August

Ort: Pidgirtsi
Finale: 23. August

Ort: Golosiivo

Länge: 11,9 km

Steigung: 300 m

Posten: 23

### Staffel
| Platz | Land | Athleten                                                           | Zeit      |
| ----- | ---- | ------------------------------------------------------------------ | --------- |
| 1     | FIN  | Paula Haapakoski Heli Jukkola Minna Kauppi                         | 1:46:35 h |
| 2     | SWE  | Annika Billstam Emma Engstrand Helena Jansson                      | 1:47:41 h |
| 3     | NOR  | Ingunn Hultgreen Weltzien Marianne Andersen Anne Margrethe Hausken | 1:47:50 h |
| 4     | SUI  | Martina Fritschy Lea Müller Simone Niggli-Luder                    | 1:51:35 h |
| 5     | RUS  | Julia Nowikowa Larissa Stantschenko Tatjana Rjabkina               | 1:53:02 h |
| 6     | CZE  | Zdenka Stará Eva Juřeníková Dana Brožková                          | 1:57:49 h |

Finale: 25. August

Ort: Golosiivo

Länge: 6,1/5,4 km

Steigung: 150/140 m

Posten: 17/14

## Medaillenspiegel

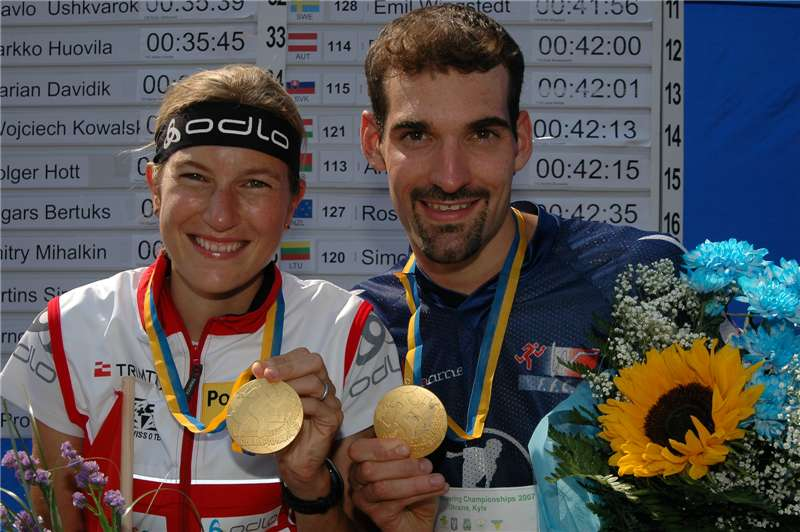
Simone Niggli-Luder und Thierry Gueorgiou, die Weltmeister über die Mitteldistanz

| Platz | Land       | Gold | Silber | Bronze | Gesamt |
| ----- | ---------- | ---- | ------ | ------ | ------ |
| 1     | Finnland   | 3    | 3      | 1      | 7      |
| 2     | Schweiz    | 3    | 1      | 1      | 5      |
| 3     | Frankreich | 2    | -      | -      | 2      |
| 4     | Russland   | 1    | 1      | 1      | 3      |
| 5     | Schweden   | -    | 2      | 2      | 4      |
| 6     | Norwegen   | -    | -      | 3      | 3      |